# SN 1998H
SN 1998H – supernowa odkryta 23 stycznia 1998 roku w galaktyce A080451+0536. W momencie odkrycia miała maksymalną jasność 23,00m.